# Єром
Єро́м — невеликий острів в Червоному морі в архіпелазі Дахлак, належить Еритреї, адміністративно відноситься до району Дахлак регіону Семіен-Кей-Бахрі.

## Географія
Розташований на північний захід від острова Ентайдель. Має овальну, видовжену з північного заходу на південний схід, форму. Довжина 550 м, ширина до 300 м. Острів облямований кораловими рифами.